# Rambler Six/V8
O Rambler Six e o Rambler V8 são automóveis de porte intermediário (nos EUA) que foram construídos e comercializados pela American Motors Corporation (AMC) de 1956 a 1960.
Lançado em 15 de dezembro de 1955, o Rambler Six do ano-modelo 1956 marcou o início de uma "nova era no automobilismo", de acordo com George W. Romney, presidente da AMC. Em 1956, o Rambler foi vendido pelas redes de concessionárias da Nash e da Hudson. Isso resultou da fusão das duas empresas para formar a AMC em 1954.
A nova linha Rambler criou e definiu um novo segmento de mercado nos EUA, o "compacto" como era chamada a classificação automobilística na época. Um modelo com motor V8, o Rambler V8, chegou em 1957.